# Anse Amirault
Anse Amirault – zatoka (ang. cove, fr. anse) w kanadyjskiej prowincji Nowa Szkocja, w hrabstwie Digby, po wschodniej stronie zatoki St. Marys Bay; nazwa urzędowo zatwierdzona 22 stycznia 1975.